# ناصر ماهر
ناصر ماهر عبد الحميد النوحي (مواليد 8 فبراير 1997)، هو لاعب كرة قدم مصري، يلعب حالياً مع نادي الزمالك المصري ولاعب فيوتشر والاهلي السابق في مركز خط الوسط الهجومي.

## مسيرته الكروية

### نادي الزمالك
في 31 يناير 2024، أعلن مودرن فيوتشر رحيل ناصر ماهر لصفوف الزمالك. الصفقة تمت مقابل انتقال عمرو السيسى لاعب نادى الزمالك الى فيوتشر بصورة نهائية، ومعه الثنائى الشاب عبد الله محمد وعلي ياسر، معارين لمدة موسمين ونصف.
بطولاته مع نادى الزمالك / 
- كأس السوبر الإفريقى: 2024
- كأس مصر : 2025

## روابط خارجية
- ناصر ماهر على موقع قاعدة بيانات كرة القدم.إي يو (الإنجليزية)
- ناصر ماهر على موقع ناشيونال فوتبول تيمز (الإنجليزية)
- ناصر ماهر على موقع Soccerway.com (الإنجليزية)
- ناصر ماهر على موقع عالم كرة القدم.نت (الإنجليزية)
- ناصر ماهر على موقع أوليمبيديا (الإنجليزية)
- ناصر ماهر علي موقع Transfermarkt.com (الإنجليزية)